# Oxalis caucensis
Oxalis caucensis là một loài thực vật có hoa trong họ Chua me đất. Loài này được R. Knuth mô tả khoa học đầu tiên năm 1926.